# Protais Zigiranyirazo
Protais Zigiranyirazo (ur. 2 lutego 1938 w Giciye, prefektura Gisenyi, zm. 4 sierpnia 2025 w Niamey) – rwandyjski biznesmen i polityk.

## Życiorys
W latach pomiędzy 1974 a 1989 był gubernatorem Ruhengeri, jego młodszą siostrą była Agathe Habyarimana.
Został przez urząd prokuratora Międzynarodowego Trybunału Karnego w Rwandzie oskarżony o popełnienie kilku przestępstw ludobójstwa w okresie od 1994 roku. W dniu 21 lipca 2001 roku został aresztowany na lotnisku. Proces rozpoczął się w październiku 2001 roku, przedstawiono mu dwa zarzuty zbrodni przeciwko ludzkości. Akt oskarżenia przeciwko niemu został jednak zmieniony w dniu 25 listopada 2003 roku. W zmienionym akcie oskarżenia zarzucono mu popełnienie ludobójstwa Tutsi. Wyrokiem z 18 grudnia 2008 roku został skazany na 20 lat pozbawienia wolności, jednak wyrok ten został uchylony przez izbę odwoławczą ICTR, który uniewinnił go od wszystkich zarzutów w dniu 16 listopada 2009 roku.
Przypisuje mu się także zlecenie zabójstwa Dian Fossey.